# Палкин Водопой
Па́лкин Водопо́й — посёлок в Краснозёрском районе Новосибирской области. Входит в состав Лобинского сельсовета. 

## География
Площадь посёлка — 33 гектара.

## Население
| 2002 | 2007 | 2010 |
| ---- | ---- | ---- |
| 30   | ↘8   | ↘4   |

## Инфраструктура
В посёлке по данным на 2007 год отсутствует социальная инфраструктура.